# Our Lady of Lourdes College Mankon
L'Our Lady of Lourdes College Mankon (anciennement Our Lady of Lourdes Secondary School Mankon), est un établissement d'enseignement secondaire catholique pour filles situé à Mankon, Bamenda, dans la région du Nord-Ouest du Cameroun. Il est dirigé par les Sœurs du Saint Rosaire sous l'autorité de l'archidiocèse de Bamenda. L'école est réputée pour produire certains des meilleurs résultats au O-level et A-level au Cameroun.
L'école est le seul internat pour filles dans le nord-ouest du Cameroun. L'école enseigne en anglais, mais en 2007, 29% de ses élèves parlaient français.

## Histoire
L'Our Lady of Lourdes Secondary School a été fondée en 1963 par le père Nabben, prêtre de la paroisse Saint-Joseph de Mankon, à Bamenda. Il voulait offrir une éducation aux filles, surtout à une époque où l'éducation des femmes n'était pas une priorité. Après l'achèvement d'un bâtiment scolaire en 1963, il a demandé à Peeters, l'évêque catholique de l'ouest du Cameroun, la permission d'ouvrir l'école. La paroisse Saint-Joseph de Mankon a généreusement fait don d'un bâtiment et l'établissement a été baptisé et confié aux soins de l'Our Lady of Lourdes.
L'école ouvre ses portes le 15 octobre 1963, rejoignant ainsi le Saker Baptist College et le Queen of the Rosary College Okoyong, comme seuls établissements d'enseignement secondaire exclusivement féminins au Cameroun.
Au fil des ans, l'Our Lady of Lourdes s'est agrandi avec de nouveaux bâtiments, de nouvelles installations et de nouveaux programmes, accueillant environ sept cents élèves. L'association des anciens élèves (ou alumni) est connue sous le nom d'Association des anciens élèves de Lourdes (LESA) et les anciens élèves sont appelés LESANs.
Depuis son ouverture en 1963, l'école a connu des changements spectaculaires. En tant qu'internat, elle a d'abord comporté quatre dortoirs pour les élèves, appelés : Immaculata, Rosaire, Fatima et Bernadette. En 2005, un lycée a été construit et ouvert sous la direction de sœur Eucharia Ndidi. Avec l'ajout de l'école secondaire, le nom de l'école a changé pour devenir l'Our Lady of Lourdes College. En outre, deux dortoirs supplémentaires ont été construits pour accueillir le nouveau lycée.

## Jubilé de diamant (1963-2023)
Le collège fêtera son 60e anniversaire en 2023.

## Jubilé d'or (1963-2013)
Le collège a célébré son 50e anniversaire le 5 janvier 2013. Les préparatifs de la célébration du Jubilé d'or ont été lancés au Cameroun le 28 janvier 2012 sur le campus du collège. D'autres antennes de la LESA dans le monde ont également lancé des activités en 2012 pour préparer le Jubilé d'or en 2013.

## Personnalités liées à l'Our Lady of Lourdes College Mankon

### Étudiants
- Sahndra Fon Dufe, actrice